# Eloy Teruel
Eloy Teruel Rovira (Murcia, 20 november 1982) is een Spaans wielrenner. Hij was professional van 2006 tot 2010 en daarna terug vanaf 2013. Hij vertegenwoordigde zijn vaderland als baanwielrenner bij de Olympische Spelen 2012 in Londen. Vanaf 2014 staat hij onder contract bij Jamis-Hagens Berman.

## Overwinningen

### Baanwielrennen
| Jaar      | SK                                                          | EK          | WK          | Overig                 |
| Als elite | Als elite                                                   | Als elite   | Als elite   | Als elite              |
| --------- | ----------------------------------------------------------- | ----------- | ----------- | ---------------------- |
| 2005      | scratch · achtervolging                                     |             |             |                        |
| 2006      | scratch ploegenachtervolging                                |             |             |                        |
| 2007      | scratch · ploegenachtervolging                              |             |             |                        |
| 2008      |                                                             |             |             |                        |
| 2009      | ploegenachtervolging · scratch                              |             |             |                        |
| 2010      | puntenkoers · omnium                                        |             |             |                        |
| 2011      | ploegenachtervolging puntenkoers · achtervolging ploegkoers |             |             |                        |
| 2012      | ploegenachtervolging ploegkoers puntenkoers                 |             |             |                        |
| 2013      |                                                             | puntenkoers | puntenkoers |                        |
| 2014      |                                                             | scratch     | puntenkoers | WB Londen: puntenkoers |
| 2015      |                                                             |             | puntenkoers |                        |
| 2016      |                                                             |             |             |                        |
| 2017      |                                                             |             |             |                        |
| 2018      | puntenkoers · onmium · achtervolging scratch                |             |             |                        |
| 2019      | puntenkoers achtervolging ploegenachtervolging              |             |             |                        |
| 2020      | achtervolging puntenkoers · omnium                          |             |             |                        |

Benta · Cañada · Cantero · de Segovia · Evangelista · García de Mateos · Isidoro · Magalhães · Sánchez · Pinto · Pires · Rodrigues · Silva · Teruel